# Bumiaji (Bumiaji)
Bumiaji is een bestuurslaag in het regentschap Batu van de provincie Oost-Java, Indonesië. Bumiaji telt 6275 inwoners (volkstelling 2010).